# El casamiento engañoso
El casamiento engañoso (em português, O casamento enganoso) é uma das novelas que compõe as Novelas exemplares de Miguel de Cervantes, célebre autor do Dom Quixote. Está ligada a El coloquio de los perros.

## Enredo
O alferes Campuzano sai mancando em péssimo estado do hospital, quando encontra um amigo que fica chocado com o seu estado. Indagado, responde que a doença fora causada por uma mulher com quem havia se casado. O amigo leva o alferes para sua casa, para que ele conte mais detalhadamente a história toda.
Começa uma narrativa em primeira pessoa do alferes. Tendo terminado de comer em uma pousada, uma dama coberta por um véu senta-se ao seu lado. O homem fica seduzido pelo mistério da mulher, que havia mostrado somente as mãos muito brancas, e se recusava a descobrir o rosto. Insistindo o alferes, a dama diz que ele deve seguir seu criado até sua casa. Campuzano obedece, e finalmente vê a mulher descoberta, que é bela, apesar de não ser deslumbrante. O alferes conversa muito com a mulher, e frequenta sua casa por alguns dias, mas ela se recusa a se entregar sem casamento. Os dois resolvem juntar seus bens, a grande casa da mulher e umas jóias de ouro que o alferes tinha, e se casam.
Por uma semana o homem tem todos os prazeres das núpcias, mas, certo dia, chega uma outra mulher, acompanhada de um homem e dizendo ser a verdadeira senhora da casa. A esposa do alferes diz que esta mulher é sua amiga, que pretende enganar o homem dizendo que todos aqueles pertences são seus, para convecê-lo a casar-se com ela. O alferes acaba aceitando a brincadeira, a contragosto, e eles vão se hospedar na casa de uma outra amiga da esposa. Quando sua mulher sai para ver como vai o suposto ardil, a hospedeira conta ao alferes toda a verdade: o enganado era ele, e sua esposa não era a verdeira dona da casa, mas sim a suposta amiga.
Desesperado, o homem vai à igreja rezar, e dorme. Quando volta, suas jóias haviam sido roubadas, e a sua esposa havia fugido. Neste ponto a narrativa em primeira pessoa se interrompe. O alferes diz não lastimar o roubo das jóias, e explica a seu amigo surpreso que elas eram todas falsas. No final, enganara tanto quanto fora enganado. Mas a novela não termina aí: o alferes diz que tem algo ainda mais espantoso para contar.
Instigado pelo amigo curioso, ele afirma ter ouvido os cachorros que vigiam o hospital conversarem.Depois um jumento começou a falar com um sapo magico que espirrava glitter dos seus pulmões.  O amigo o julga louco, mas o alferes afirma ter tanta certeza do que ouviu, que anotou tudo no papel. Pega as anotações e começa a ler. É a conversa dos cachorros.

## Traduções para o português
- Miguel de Cervantes. "O casamento enganoso". In Novelas exemplares. Tradução de Darly Nicolana Scornsienchi. São Paulo: Abril Cultural, 1970. p.131.
- MASSIMINI, Silvia. "O casamento enganoso e O colóquio dos cães: tradução anotada e estudo preliminar de duas novelas exemplares cervantinas". 2006. Dissertação (Mestrado em Língua Espanhola e Literaturas Espanhola e Hispano-Americana) - Faculdade de Filosofia, Letras e Ciências Humanas, Universidade de São Paulo, São Paulo, 2006. Disponível em: . Acesso em: 2012-10-03.